# 피카르-린델뢰프 정리
동역학계 이론에서 피카르-린델뢰프 정리(영어: Picard–Lindelöf theorem) 또는 피카르 유일성 정리(영어: Picard’s uniqueness theorem) 또는 코시-립시츠 정리(영어: Cauchy–Lipschitz theorem)는 1계 상미분 방정식의 초깃값 문제의 해의 존재 및 유일성에 대한 정리이다.

## 정의
초깃값 문제
{\displaystyle y'(t)=f(t,y(t))}
{\displaystyle y(t_{0})=y_{0}}
를 생각하자.

### 립시츠 조건
열린집합 {\displaystyle U\subseteq \mathbb {R} ^{n}} 및 연속 함수 {\displaystyle f\colon [t_{0},t_{0}+a]\times U\to \mathbb {R} ^{n}}가 주어졌고, {\displaystyle f}가 {\displaystyle y}에 대하여 립시츠 연속 함수라고 하자. 즉, 다음 조건을 만족시키는 음이 아닌 실수 {\displaystyle L\geq 0}가 존재한다고 하자 (립시츠 조건, 영어: Lipschitz condition).
{\displaystyle |f(t,y)-f(t,z)|\leq L|y-z|\qquad \forall (t,y),(t,z)\in [t_{0},t_{0}+a]\times U}
피카르-린델뢰프 정리에 따르면, 임의의 {\displaystyle y_{0}\in U}에 대하여, 위 초깃값 문제는 어떤 {\displaystyle 0<\delta \leq a}에 대하여 유일한 국소적 해 {\displaystyle \phi \colon [t_{0},t_{0}+\delta ]\to U}를 갖는다. 만약 {\displaystyle U=\mathbb {R} ^{n}}일 경우, 임의의 {\displaystyle y_{0}\in \mathbb {R} ^{n}}에 대하여, 위 초깃값 문제는 유일한 대역적 해 {\displaystyle \phi \colon [t_{0},t_{0}+a]\to \mathbb {R} ^{n}}를 갖는다.:12, §3.2, Theorem 3.1
증명 (바나흐 고정점 정리를 통한 증명):
우선 {\displaystyle \operatorname {cl} \operatorname {ball} (y_{0},b)\subseteq U}인 {\displaystyle b>0} 및
{\displaystyle 0<\delta \leq \min \left\{a,{\frac {b}{\sup _{[t_{0},t_{0}+a]\times \operatorname {cl} \operatorname {ball} (y_{0},b)}|f|}}\right\}}
를 취하자. 그렇다면 연속 함수 {\displaystyle [t_{0},t_{0}+\delta ]\to \mathbb {R} ^{n}}들의 집합 {\displaystyle {\mathcal {C}}([t_{0},t_{0}+\delta ],\mathbb {R} ^{n})} 위에 다음과 같은 노름을 부여할 수 있다.
{\displaystyle \Vert \phi \Vert =\Vert t\mapsto \exp(-Lt)\phi (t)\Vert _{\infty }=\sup _{t\in [t_{0},t_{0}+\delta ]}\exp(-Lt)|\phi (t)|}
이 노름은 상한 노름 {\displaystyle \Vert \cdot \Vert _{\infty }}과 동치이므로 {\displaystyle ({\mathcal {C}}([t_{0},t_{0}+\delta ],\mathbb {R} ^{n}),\Vert \cdot \Vert )}은 바나흐 공간이다. 연속 함수 {\displaystyle [t_{0},t_{0}+\delta ]\to \operatorname {cl} \operatorname {ball} (y_{0},b)}의 집합 {\displaystyle {\mathcal {C}}([t_{0},t_{0}+\delta ],\operatorname {cl} \operatorname {ball} (y_{0},b))}은 {\displaystyle {\mathcal {C}}([t_{0},t_{0}+a],\mathbb {R} ^{n})}의 닫힌집합이므로 {\displaystyle ({\mathcal {C}}([t_{0},t_{0}+\delta ],\operatorname {cl} \operatorname {ball} (y_{0},b)),\Vert \cdot \Vert )} 역시 바나흐 공간이다.
이제 다음과 같은 적분 작용소를 생각하자.
{\displaystyle T\colon {\mathcal {C}}([t_{0},t_{0}+\delta ],\operatorname {cl} \operatorname {ball} (y_{0},b))\to {\mathcal {C}}([t_{0},t_{0}+\delta ],\operatorname {cl} \operatorname {ball} (y_{0},b))}
{\displaystyle T\phi \colon t\mapsto y_{0}+\int _{t_{0}}^{t}f(s,\phi (s))\mathrm {d} s}
이 작용소의 공역을 {\displaystyle {\mathcal {C}}([t_{0},t_{0}+\delta ],\operatorname {cl} \operatorname {ball} (y_{0},b))}로 제한할 수 있는 것은 임의의 {\displaystyle \phi \in {\mathcal {C}}([t_{0},t_{0}+\delta ],\operatorname {cl} \operatorname {ball} (y_{0},b))} 및 {\displaystyle t\in [t_{0},t_{0}+\delta ]}에 대하여
{\displaystyle |(T\phi )(t)-y_{0}|\leq \int _{t_{0}}^{t}|f(s,\phi (s))|\mathrm {d} s\leq \sup _{[t_{0},t_{0}+a]\times \operatorname {cl} \operatorname {ball} (y_{0},b)}|f|\cdot \delta \leq b}
이기 때문이다. 정리 속 초깃값 문제의 해 {\displaystyle \phi \in {\mathcal {C}}([t_{0},t_{0}+\delta ],\operatorname {cl} \operatorname {ball} (y_{0},b))}는 자명하게 {\displaystyle T}의 고정점과 동치이다. 바나흐 고정점 정리에 따라, 이러한 고정점이 유일하게 존재함을 보이려면 {\displaystyle T}가 (노름 {\displaystyle \Vert \cdot \Vert }에 대하여) 축약 사상임을 보이는 것으로 충분하다. 이는 {\displaystyle f}의 립시츠 조건에 따라 다음과 같이 보일 수 있다. 임의의 {\displaystyle \phi \in {\mathcal {C}}([t_{0},t_{0}+\delta ],\operatorname {cl} \operatorname {ball} (y_{0},b))} 및 {\displaystyle t\in [t_{0},t_{0}+\delta ]}에 대하여,
{\displaystyle {\begin{aligned}\exp(-Lt)|(T\phi -T\psi )(t)|&\leq \exp(-Lt)\int _{t_{0}}^{t}|f(s,\phi (s))-f(s,\psi (s))|\mathrm {d} s\\&\leq \exp(-Lt)\int _{t_{0}}^{t}L|\phi (s)-\psi (s)|\mathrm {d} s\\&=\exp(-Lt)\int _{t_{0}}^{t}Le^{Ls}e^{-Ls}|\phi (s)-\psi (s)|\mathrm {d} s\\&\leq \exp(-Lt)\int _{t_{0}}^{t}Le^{Ls}\mathrm {d} s\Vert \phi -\psi \Vert \\&=(1-\exp(-Lt))\Vert \phi -\psi \Vert \\&\leq (1-\exp(-L(t_{0}+\delta )))\Vert \phi -\psi \Vert \end{aligned}}}
마지막으로, 위 증명은 {\displaystyle \delta }가 고정되었을 때 {\displaystyle b}를 ({\displaystyle \operatorname {cl} \operatorname {ball} (y_{0},b)\subseteq U}를 만족시키는) 더 큰 수로 대체하여도 유효하므로, 초깃값 문제의 해 {\displaystyle [t_{0},t_{0}+\delta ]\to U}는 유일하게 존재한다.
만약 {\displaystyle U=\mathbb {R} ^{n}}일 경우 {\displaystyle b=\infty }와 {\displaystyle \delta =a}를 취하면 대역적 해의 존재와 유일성을 얻는다.
증명 (그뢴발 부등식을 통한 증명):
국소적 해의 존재는 페아노 존재 정리의 특수한 경우이다. 국소적 해의 유일성은 그뢴발 부등식을 통해 다음과 같이 증명할 수 있다. {\displaystyle \phi ,\psi \colon [t_{0},t_{0}+\delta ]\to U} ({\displaystyle 0<\delta \leq a})가 정리 속 초깃값 문제의 두 해라고 하고, {\displaystyle h=|\phi -\psi |}라고 하자. 그렇다면, 임의의 {\displaystyle t\in [t_{0},t_{0}+\delta ]}에 대하여,
{\displaystyle h(t)\leq \int _{t_{0}}^{t}|f(s,\phi (s))-f(s,\psi (s))|\mathrm {d} s\leq L\int _{t_{0}}^{t}|\phi (s)-\psi (s)|\mathrm {d} s=L\int _{t_{0}}^{t}h(s)\mathrm {d} s}
이다. 그뢴발 부등식에 따라 {\displaystyle h=0}이며, 즉 {\displaystyle \phi =\psi }이다.

### 국소 립시츠 조건
열린집합 {\displaystyle U\subseteq \mathbb {R} ^{n}} 및 연속 함수 {\displaystyle f\colon [t_{0},t_{0}+a]\times U\to \mathbb {R} ^{n}}가 주어졌고, {\displaystyle f}가 {\displaystyle y}에 대하여 국소 립시츠 연속 함수라고 하자. 즉, 임의의 {\displaystyle y_{0}\in U}에 대하여, 다음 조건을 만족시키는 {\displaystyle y_{0}}의 근방 {\displaystyle {\widetilde {U}}\subseteq U} 및 음이 아닌 실수 {\displaystyle L\geq 0}가 존재한다고 하자 (국소 립시츠 조건, 영어: local Lipschitz condition).
{\displaystyle |f(t,y)-f(t,z)|\leq L|y-z|\qquad \forall (t,y),(t,z)\in [t_{0},t_{0}+a]\times {\widetilde {U}}}
피카르-린델뢰프 정리에 따르면, 임의의 {\displaystyle y_{0}\in U}에 대하여, 위 초깃값 문제는 어떤 {\displaystyle 0<\delta \leq a}에 대하여 유일한 국소적 해 {\displaystyle \phi \colon [t_{0},t_{0}+\delta ]\to U}를 갖는다.:265 특히, 만약 {\displaystyle y}에 대한 편미분 {\displaystyle \partial f/\partial y}이 연속 함수라면, {\displaystyle f}는 국소 립시츠 조건을 만족시키므로, 유일한 국소적 해가 존재한다.
증명:
임의의 {\displaystyle y_{0}\in U}를 고정하였을 때, {\displaystyle f}는 {\displaystyle [t_{0},t_{0}+a]\times {\widetilde {U}}}로 제한되었을 때 립시츠 조건을 만족시키며, 따라서 정리 속 초깃값 문제는 어떤 {\displaystyle [t_{0},t_{0}+\delta ]}에서 유일한 국소적 해를 갖는다.

### 해의 근사
반복법을 사용하여 위 초깃값 문제의 해로 균등 수렴하는 함수열 {\displaystyle \phi _{n}\colon [t_{0},t_{0}+\delta ]\to U}을 다음과 같이 구성할 수 있다.
{\displaystyle \phi _{0}\colon t\mapsto y_{0}}
{\displaystyle \phi _{n+1}\colon t\mapsto y_{0}+\int _{t_{0}}^{t}f(s,\phi _{n}(s))\mathrm {d} s}
이 경우 실제 해 {\displaystyle \phi \colon [t_{0},t_{0}+\delta ]\to U}와의 오차는 다음과 같다.
{\displaystyle |\phi _{n}(t)-\phi (t)|\leq {\frac {L^{n}}{(n+1)!}}|t-t_{0}|^{n+1}\sup _{[t_{0},t_{0}+a]\times \operatorname {cl} \operatorname {ball} (y_{0},b)}|f|}
증명:
{\displaystyle |\phi _{0}(t)-\phi (t)|\leq \int _{t_{0}}^{t}|f(s,\phi (s))|\mathrm {d} s\leq |t-t_{0}|\sup _{[t_{0},t_{0}+a]\times \operatorname {cl} \operatorname {ball} (y_{0},b)}|f|}
{\displaystyle {\begin{aligned}|\phi _{n+1}(t)-\phi (t)|&\leq \int _{t_{0}}^{t}|f(s,\phi _{n}(s))-f(s,\phi (s))|\mathrm {d} s\\&\leq L\int _{t_{0}}^{t}|\phi _{n}(s)-\phi (s)|\mathrm {d} s\\&\leq {\frac {L^{n+1}}{(n+1)!}}\int _{t_{0}}^{t}|s-t_{0}|^{n+1}\mathrm {d} s\sup _{[t_{0},t_{0}+a]\times \operatorname {cl} \operatorname {ball} (y_{0},b)}|f|\\&={\frac {L^{n+1}}{(n+2)!}}|t-t_{0}|^{n+2}\sup _{[t_{0},t_{0}+a]\times \operatorname {cl} \operatorname {ball} (y_{0},b)}|f|\end{aligned}}}

## 다른 정리와의 관계
피카르-린델뢰프 정리는 해가 존재하며 유일할 충분조건(립시츠 조건)을 제시한다. 오스굿 유일성 정리는 이 충분조건을 약화하여 얻는 정리이다. 페아노 존재 정리는 립시츠 조건 대신 연속성만을 가정하고, 해의 존재만을 결론내린다. 즉, 해가 유일하지 않을 수 있다. 카라테오도리 존재 정리(영어: Carathéodory's existence theorem)는 이보다 더 약한 조건을 가정하고, 약한 해(영어: weak solution)의 존재만을 결론내린다.

## 역사
샤를 에밀 피카르와 에른스트 레오나르드 린델뢰프(스웨덴어: Ernst Leonard Lindelöf)가 증명하였다.

## 같이 보기
- 벡터장
- 뉴턴 방법
- 오일러 방법
- 사다리꼴 공식

## 참고 문헌
- Coddington, Earl A.; Norman Levinson (1955). 《Theory of ordinary differential equations》 (영어). McGraw-Hill.
- Teschl, Gerald (2012). 《Ordinary differential equations and dynamical systems》 (영어). American Mathematical Society. ISBN 978-0-8218-8328-0.